# Anlooërdiepje
Het Anlooërdiepje is een beek in de Nederlandse provincie Drenthe. De beek maakt deel uit van het stroomgebied van de Drentsche Aa.
Het Anlooërdiepje ontspringt in het Eexterveld, ongeveer een kilometer ten oosten van het dorp Eext. Het eerste deel loopt in een rechte lijn richting noordwesten. Vlak voor de weg tussen Gasteren en Anloo maakt de beek een slinger richting Anloo. Vanaf het dorp slingert de beek richting het Oudemolensche Diep, waarbij het laatste stuk door het bos loopt bij Landgoed De Schipborg.
Amerdiep ·
Anlooërdiepje ·
Deurzerdiep ·
Gastersche Diep ·
Hoornsediep ·
Looner Diep ·
Scheebroekerloopje ·
Taarlosche Diep ·
Zeegserloopje